# Eeva Ruoppa
Eeva Ruoppa est une ancienne fondeuse finlandaise née le 2 mai 1932 et morte le 27 avril 2013.

## Jeux olympiques
- Jeux olympiques d'hiver de 1960 à Squaw Valley 
  -  Médaille de bronze en relais 3 × 5 km.

## Championnats du monde
- Championnats du monde de ski nordique 1962 à Zakopane 
  -  Médaille de bronze en relais 3 × 5 km.